# ژان دو نوفلیز
ژان دو نوفلیز (فرانسوی: Jean de Neuflize‎; ۲۱ اوت ۱۸۵۰ – ۲۰ سپتامبر ۱۹۲۸) سوارکار اهل فرانسه بود.
وی همچنین برندهٔ جوایزی همچون لژیون دونور (افسر) شده‌است.